# Szeleste (Szlovákia)
Szeleste (szlovákul: Slizké, 1902-ig Szilistye) község Szlovákiában, a Besztercebányai kerületben, a Rimaszombati járásban.

## Fekvése
Rimaszombattól 17 km-re, északkeletre fekszik. Keletről Gesztes, északról Újvásár és Gömörlipóc, nyugatról Balogrussó, délről pedig Derencsény és Bugyikfala községekkel határos.

## Története
A települést 1285-ben „Zyluche" alakban említik először, Balog várának uradalmához tartozott. 1301-ben „Styluche", 1413-ban „Slyche", 1427-ben „Scylische", „Sciliche" néven szerepel a korabeli forrásokban. A 15. században a Derencsényi család birtoka, a 17. század második felében a murányi váruradalom része volt. Emellett több nemesi család is rendelkezett birtokkal a településen.
A 18. század végén Vályi András így ír róla: „SZILISTYE. Tót falu Gömör Várm. földes Urai több Urak, lakosai külömbfélék, fekszik Dobóczhoz nem meszsze, mellynek filiája; határja hegyes; tserép, és fa edényekkel is pénzt keresnek lakosai."
Fényes Elek szerint „Szliszkó, tót falu, Gömör és Kis-Honth egyesült vmegyében. Ratkóhoz délre 1 1/4 mfdnyire: 10 kath., 327 evang. lak. Határa hegyes, de termékeny, s gyümölcsfáktól egészen el van lépve. F. u. h. Coburg s m. Ut. p. Rimaszombat."
1828-ban 46 házában 337 lakos élt. Lakói állattenyésztéssel, mészégetéssel, szeszfőzéssel, méhviasz gyűjtéssel foglalkoztak.
Borovszky monográfiasorozatának Gömör-Kishont vármegyét tárgyaló része szerint: „Szilistye, tót kisközség, 55 házzal és 260 ág. ev. h. vallású lakossal. 1413-ban , a mikor a Derencsényiek voltak az urai, Slysche, 1427-ben Scylische néven említik. 1427-ben az Uza család a földesura, azután részben mint Balogvár tartozéka szerepel s később a Koháry, majd a Coburg herczegi család tulajdonába került, de velök együtt még a Szentmiklóssy és a Draskóczy család is birtokos volt itt. Most egyedül a herczegi családnak van itt nagyobb birtoka. A község határában gazdag bronzkori leletekre bukkantak, melyek a felsőmagyarországi múzeumba kerültek. Van itt egy elhanyagolt cseppkőbarlang is. A lakosok kosárkötéssel, szövőbordakészítéssel, faedénykereskedéssel és sonkolyszedéssel foglalkoznak. Evangelikus temploma 1798-ban épült. A község 1868-ban teljesen leégett. Szilistye táján feküdt 1450-ben Azajnok falu, a Derencsényiek birtoka. Ide tartozik Derenek puszta. A község postája Újvásár, távírója és vasúti állomása Rimaszombat."
A trianoni diktátumig Gömör-Kishont vármegye Ratkói járásához tartozott.

## Népessége
| Év:            | 1994. | 2004.   | 2014.    | 2024.    |
| -------------- | ----- | ------- | -------- | -------- |
| Emberek száma: | 134   | 138     | 214      | 265      |
| Eltérés:       |       | +2,98 % | +55,07 % | +23,83 % |

| Év:            | 2023. | 2024.   |
| -------------- | ----- | ------- |
| Emberek száma: | 255   | 265     |
| Eltérés:       |       | +3,92 % |

1880-ban 253 lakosából 231 szlovák és 10 magyar anyanyelvű volt.
1890-ben 275 lakosából 260 szlovák és 8 magyar anyanyelvű volt.
1900-ban 260 lakosából 233 szlovák és 27 magyar anyanyelvű volt.
1910-ben 226 lakosából 207 szlovák és 13 magyar anyanyelvű volt.
1921-ben 213 lakosa mind csehszlovák volt.
1930-ban 204 lakosából 203 csehszlovák és 1 magyar volt.
1991-ben 157 lakosából 114 szlovák és 43 magyar volt.
2001-ben 136 lakosából 100 szlovák és 26 magyar volt.
2011-ben 208 lakosából 178 szlovák és 4 magyar.

## Nevezetességei
- Evangélikus temploma 1798-ban épült.
- Barokk-klasszicista haranglába a 19. század elején készült.

## Külső hivatkozások
- E-obce.sk Archiválva 2008. június 17-i dátummal a Wayback Machine-ben
- Községinfó
- A község a régió honlapján Archiválva 2008. szeptember 8-i dátummal a Wayback Machine-ben